# Astragalus decurrens
Astragalus decurrens es una especie de planta del género Astragalus, de la familia de las leguminosas, orden Fabales.

## Distribución
Astragalus decurrens se distribuye por Turquía (Siirt).

## Taxonomía
Fue descrita científicamente por Boiss. Fue publicada en Diagn. Pl. Orient. 7: 40 (1846).